# Norme e Usi Uniformi relativi ai Crediti Documentari
Le Norme e Usi Uniformi relativi ai Crediti Documentari, dette anche "Norme e Usi Uniformi", sono un insieme di norme (non sono leggi) emanate dalla Camera di commercio internazionale (International Chamber of Commerce, ICC) per normare in modo standard la pratica del credito documentario in materia di pagamenti internazionali (e.g. contesto di export e import di beni e servizi); in particolare, queste norme con le quali si possono stilare dei termini contrattuali riguardano lo strumento di pagamento internazionale che incarna questa pratica, la lettera di credito/letter of credit LC (sia standard che standby SBLC); comunque, secondo l'articolo 1, le UCP si applicano a qualunque credito documentario e sono vincolanti per tutte le parti coinvolte salvo diverso accordo, che va menzionato esplicitamente.
Le Norme e usi uniformi relativi ai crediti documentari sono note anche con la sigla N.U.U. o NUU ma sono meglio note con la sigla UCP 600, dal nome originale in inglese "Uniform Customs and Practice for Documentary Credits". Il numero 600 deriva dal numero della pubblicazione ICC
Delle UCP, esiste anche la normativa eUCP (versione 2.0) o e-UCP nel caso in cui i documenti siano in formato digitale e dunque tutta la pratica sia paperless; le e-UCP si possono trovare sia a sé, sia come appendice appena dopo le UCP 600. Il nome completo e ufficiale è "Supplement to the Uniform Customs and Practice for Documentary Credits for Electronic Presentation (version 2.0)". Le eUCP, che affiancano le UCP 600, a loro volta si possono affiancare al Commentary on eUCP version 2.0 eURC 1.0, un commentario di questi due gruppi di norme articolo per articolo redatto da David Meynell nel 2019, e alla Users Guide to the eUCP pubblicata nel febbraio 2021.
Le UCP 600 si leggono e utilizzano insieme alla Prassi bancaria internazionale uniforme, cioè la ISBP 821 emessa sempre dalla ICC, e possibilmente alle ICC Opinions, alle ICC Decisions e alle DOCDEX Decisions; le UCP 600 hanno precedenza gerarchica sulla ISBP 821. Usare le UCP 600 senza la ISBP 821 significa seguire una prassi parziale. Le UCP e la ISBP normano perlopiù gli esemplari originali dei documenti.

## Generalità, storia delle UCP e pubblicazioni di supporto
Le UCP sono tra le norme più importanti in contesto di export e import e pagamenti internazionali insieme alle URC 522 (Uniform Rules for Collections/Norme uniformi relative agli incassi documentari, di cui esiste anche la normativa e-URC, versione 1.0, poi aggiornata come versione 1.1. e 2.0), alle ISBP 821 (International Standard Bank Practices/Prassi bancaria internazionale uniforme), alle URDG 758 (Uniform Rules for Demanded Guarantees/Norme uniformi per le garanzie bancarie a prima richiesta) e le Incoterms 2020. Le UCP sono state emesse nel 1933 dalla Commission on Banking Technique and Practice della Camera di Commercio Internazionale (in inglese ICC: International Chamber of Commerce, fondata a Parigi nel 1919) per unificare i numerosi (e spesso contraddittori) standard, normative, definizioni e terminologie locali/nazionali in materia di lettere di credito in una prassi standard. Il fine ultimo è quello di semplificare e facilitare il commercio internazionale, soprattutto in un contesto di libero mercato, globalismo e assenza di protezionismo.
Inizialmente, i vari paesi dovevano aderire a questi standard: non c'era libertà di scelta per ogni singolo istituto finanziario, fermo restando che l'esistenza di una prassi standard largamente adottata facilita le transazioni internazionali. Per adeguarsi all'evoluzione delle tecniche del commercio e dei trasporti, l'originale testo di Vienna del 1933 (UCP 82) è stato revisionato nel 1951 (UCP 151) e nel 1962 (UCP 222), anno in cui aderì la Gran Bretagna e i Paesi del Commonwealth. A questa versione, sono seguite le revisioni del 1974 (UCP 290), 1983 (UCP 400) e 1996 (UCP 500).
L'ultima versione, ovvero la sesta revisione (UCP 600), è la Pubblicazione (Brochure) n. 600, iniziata nel 2003, approvata nel novembre 2006, pubblicata un mese dopo e entrata in vigore il 1º luglio 2007. In totale, sono 39 articoli e il primo si occupa di illustrare la definizione di UCP. Alle UCP 600 si affiancano le e-UCP, di cui nel 2019 è entrata in vigore la seconda versione, la 2.0., che ha sostituito la versione 1.1 in vigore nel 2007. Le e-UCP sono di importanza fondamentale nel momento in cui la pratica diventa paperless e sempre più capillare e in totale sono 14 articoli (12 nella versione 1.1.); per distinguerle meglio gli articoli delle UCP da quelli delle e-UCP, si mette una "e" davanti al numero dell'articolo (e.g. articolo 12 VS articolo e12).
Oggi non è più prevista una specifica adesione alle UCP per Paese: se una pratica di credito documentario segue la prassi e norme standard UCP 600, bisogna menzionare esplicitamente questa opzione nel testo del contratto di credito documentario, per esempio quando si apre una pratica per una lettera di credito. Lo stesso principio riguarda le Incoterms 2020 per organizzare la spedizione della merce e suddividere obblighi, costi e rischi di trasporto tra venditore e compratore (a prescindere che intervengano spedizionieri appartenenti a parti terze): per seguire le Incoterms 2020 (o una diversa edizione, come quella del 2010 o 2000), esse vanno menzionate esplicitamente nel contratto di compravendita internazionale (o domestico).
Le UCP 600 sono adottate da una vasta pletora di paesi anche con sistemi economici e giuridici molto diversi tra loro.
Le UCP in generale si possono affiancare al Commentary on UCP 600 (Commentario alle UCP 600), pubblicazione n. 680 e, come secondo supporto, alle UCP 600 sono le Documentary Credit Dispute Resolution Expertise Rules (dette anche DOCDEX) della ICC, introdotte nell'ottobre 1997 e revisionate nel 2002 e nel 2015 per aiutare le parti a raggiungere una decisione presa da un esperto in una disputa che tipicamente si apre quando i documenti previsti nella lettera di credito presentano discordanze e non sono dunque conformi (complying) a quanto pattuito nel contratto e alle stesse UCP e alla ISBP (gerarchicamente, ha prevalenza il contenuto della contrattuale pattuita, poi le regole UCP e infine le ISBP). Le dispute intorno al credito documentario possono essere aperte nel sito ICC.
Le UCP fanno parte di una serie di norme ICC, le ICC Banking Rules, ovvero le Uniform Customs and Practice for Documentary Credits (UCP), Uniform Rules for Bank-to-Bank Reimbursements under Documentary Credits (URR), Uniform Rules for Collections (URC) e le Uniform Rules for Demand Guarantees (URDG). Non vengono menzionate Ia SBP, che però riguarda di preciso la compilazione a regola d'arte della documentazione da presentare alle banche, le URDG, che riguardano le garanzie bancaria a prima richiesta, e le Incoterms siccome si usano per accordarsi sulla spedizione di un prodotto nel contratto di compravendita: sono avulse dal mondo bancario.

## Versione attuale delle UCP: le UCP 600 e le eUCP (versione 2.0)

### UCP 600
Siccome le UCP 600 sono un insieme di 39 articoletti, si dà qui un riassuntino non completo e esaustivo di alcuni punti e definizioni fondamentali perlopiù dai primi 10 articoli.
L'articolo 1 spiega che le UCP si possono applicare a qualunque credito documentario e di default sono vincolanti per tutte le parti coinvolte salvo diverso accordo menzionato esplicitamente nel testo del credito. Un esempio classico è la lettera di credito standby SBLC: nel suo utilizzo tipico, se il venditore consegna dei documenti pattuiti e scritti a regola d'arte (la ISBP spiega come controllarli) al compratore tramite le banche, la banca del compratore effettua senza ostacoli di sorta il pagamento alla banca del venditore (i dettagli poi specificano se, per esempio, il pagamento avviene immediatamente/a vista o dopo alcuni giorni). Laddove non intervengono le banche, si parla di un comune (e più rischioso) "incasso documentario", fermo restando che esistono numerosi metodi di pagamento internazionali.
L'articolo 2 è fondamentale siccome introduce le definizioni delle parti coinvolte:
- advising bank (la banca del venditore, che è il beneficiario/beneficiary del pagamento; la banca deve ricevere la cifra pattuita, ovvero il credito, che a prescindere è irrevocabile ed è ripagato tramite una transazione autonoma/separata dalla vendita di merce o servizi, che è una delle transazioni principali nel contratto di compravendita sottostante. Essa è anche autonoma dal contratto di compravendita, siccome si basa su una pratica aperta in banca e in più questa pratica non è direttamente collegata al contratto di compravendita e si basa sul maneggiamento di documenti cartacei o digitali e non di merce: quindi, il credito non è uno dei contratti stipulati a monte e i documenti non sono beni e servizi)
- issuing bank (la banca del compratore/buyer, da cui parte la pratica che prevede anche il pagamento di una tassa/fee da parte del compratore e attivata in un regolare banking day, da non confondere con il calendar day; il compratore è dunque il richiedente/applicant della pratica del credito documentario)
- confirming bank (la banca che conferma il credito; può coincidere con la advising bank)
- nominated bank (la banca che rende il credito disponibile e a cui si presentano i documenti; può coincidere con la issuing bank. Se sono distinte, il credito disponibile nella nominated bank è automaticamente disponibile nella issuing bank, che provvede a rimborsare la nominated bank)
- la presentazione conforme/complying presentation (l'invio/spedizione di uno o più documenti pattuiti conformi alle clausole contrattuali, alle stesse UCP 600 e alla ISBP 745 tramite il quale la issuing bank sblocca/effettua/onora il pagamento a vista o in differita o tramite cambiale tratta/bill of exchange che, in questo contesto, viene chiamata "draft" e viene compilata dal venditore. I documenti possono essere cartacei o digitali/paperless, devono essere firmati anche con firma digitale e devono essere certificati/legalizzati con firme apposite, timbri e simili e vanno presentati entro una data di scandenza/expiry date. Chi li invia, per esempio il venditore o una terza parte, è detto presenter. Nel caso dei documenti di trasporto, vanno prodotti entro 21 giorni/3 settimane dalla data di spedizione. Va presentato almeno un esemplare originale di ogni documento. Laddove si richiedono due o più esemplari dello stesso documento con espressioni come "in duplicate, in two fold, in two copies", a meno che è espressamente richiesto, almeno uno deve essere un esemplare originale. Se sono richieste semplici "copie", si possono presentare a piacere sia originali che copie. Le banche hanno il compito di controllare entro 5 giorni bancari se tutti i documenti sono pervenuti in tempo, se sono originali, se il numero di copie richiesto è rispettato, se i dati da un documento all'altro non si contraddicono e se sono conformi/complying: non si garantisce la veridicità delle affermazioni o dei documenti stessi, pure se sono/appaiono originali, siccome non rientra nei ruoli delle banche. I documenti non richiesti non vengono esaminati e vengono restituiti. Per osservare la conformità, è sempre necessario un documento sottostante. Se un documento non è conforme, la banca invia una notifica elettronica o una lettera al presenter in cui illustra le discrepanze, per logica entro il quinto giorno dalla presentazione)
- la conferma/confirmation (data dalla confirming bank).

Le filiali (branches) di una stessa banca all'estero vengono considerate banche separate. Le stesse UCP spiegano i vari metodi con cui si può erogare il credito al beneficiario: a vista, tramite pagamento differito, tramite cambiale tratta o a seguito di negoziazione. Un credito documentario può essere emendato o cancellato previo consenso del beneficiario, della issuing bank e della confirming bank (se è presente e distinta), che dunque vanno avvisati. La cancellazione non va confusa con il concetto di irrevocabilità del credito. Finché un emendamento non viene approvato dal beneficiario con una comunicazione, resta in vigore il credito originale. Le approvazioni parziali vengono considerate a priori come rigetti. Tra le provisioni, non sono accettati emendamenti che entreranno in vigore salvo rigetto del beneficiario: esso va sempre avvisato esplicitamente e deve dare o meno l'assenso totale. 
Le UCP normano perlopiù gli esemplari originali dei documenti (articoli 19-25), mentre le copie sono trattate a sé nell'articolo 14. 
I documenti che possono essere richiesti sono, secondo l'elenco parziale nelle UCP 600: 
- la fattura commerciale (invoice) prodotta dal beneficiario e con la stessa valuta con cui si richiede il credito (non serve che sia firmata);
- i documenti di trasporto su strada o rotaia, per via aerea, per via marittima (quest'ultimo è la polizza di carico marittima/Bill of Lading sia standard che soggetta a una Charter Party/noleggio di parte della nave; a essa si aggiunge la Seaway Bill non negoziabile) e la ricevuta del corriere/courier receipt o la ricevuta postale/post receipt;
- un documento assicurativo (insurance document), tipicamente la polizza assicurativa contro i danni da smarrimento o perimento merce (e eventuali polizze extra di danni non coperti nel livello A "all risks") o il certificato assicurativo;
- la packing list (distinta dei colli/lista degli imballaggi) e la weight list (distinta dei pesi);
- la ISBP 821 in più parla del certificato di origine (certificate of origin);
- sempre la ISBP 821 parla anche dei certificati di ispezione, sanitari, fitosanitari, di qualità e simili

Gli ultimi due tipi di documenti sono trattati in modo approfondito nella ISBP e, fugacemente, nelle UCP sempre all'articolo 14 insieme alle copie di un documento in generale; la UCP non tratta in modo approfondito documenti come i certificati sanitari, fitosanitari, di fumigazione, delivery note, delivery order, cargo receipt, forwarder’s certificate of receipt, forwarder’s certificate of shipment, forwarder’s certificate of transport, forwarder’s cargo receipt e la mate’s receipt.
Gli unici due documenti di trasporto irricevibili anche se scritti a regola d'arte sono un qualsiasi documento che, in contesto di trasporto marittimo, si limita a indicare che la merce è scaricata al porto (loaded on deck) ma non è già caricata a bordo della nave (loaded on board the vessel) oppure un documento che in più notifica che la merce ha danni o che l'imballaggio/packaging è danneggiato (se non ne specifica, è un "clean transport document"). 
In più, non si accettano coperture assicurative temporanee prima della copertura definitiva (cover notes) o che non assicurano la merce a partire dal caricamento sul mezzo del vettore/spedizioniere al point of delivery fino al punto di destinazione o che non assicurano la merce almeno al 110% del suo valore precisamente nei termini CIF e CIP (secondo le Incoterms). La valuta usata nell'assicurazione deve essere la stessa usata nel contratto di compravendita. L'espressione "all risks" (livello di copertura A), anche se in apparenza ambiguo e laconico riguardo ai danni coperti, viene accettata. 
Nel momento in cui una banca invia dei messaggi ma questi ultimi non pervengono o pervengono in ritardo o pervengono parzialmente, essa non è responsabile siccome il suo ruolo è solo quello di trasmetterli; allo stesso modo, tutte le banche non sono responsabili se l'interruzione della pratica deriva da causa di forza maggiore (force majeure), per esempio scioperi, insurrezioni, atti di terrorismo e scoppio di guerre. Non sono nominati il terremoto, maremoto, uragano e blackout, ma fanno tipicamente parte della forza maggiore (sono detti Acts of God). Se durante questa interruzione il credito scade, non è più esigibile e la pratica va aperta di nuovo. 

### eUCP (versione 2.0)
Le eUCP, come già accennato, sono un piccolo ma importante gruppo di norme (eRules) divise in 14 articoletti che fungono da appendice ai 39 articoli UCP 600 e si occupano di normare il credito documentario paperless e capire quando avviene la e-compliance e la e-compatibility basata su dati (e non documenti cartacei). La prima versione era la 1.0 (entrata in vigore nel 2002) ed era legata alle UCP 500, poi è stata aggiornata alla versione 1.1 (legata alle UCP 600, 12 articoli) e, a partire dal 2017, aggiornata di nuovo per pervenire dopo quattro bozze alla versione finale 2.0 approvata e pubblicata 2019 (pubblicazione n. 639). L'inizio dell'aggiornamento è stato accompagnato dal lancio di un Working Group per la digitalizzazione della trade finance. Nel revisionare le eUCP, la ICC ha tentato di non stravolgere il testo in primis per non accorciare i tempi di revisione. Insieme alle eUCP, sono state emanate le eURC 1.0. Le eUCP sono state aggiornate per adattarsi a un ambiente digitale comprendente l'Internet of Things (IoT), Distributed Ledger Technology, Smart Contracts, Intelligenza Artificiali (AI) e al Machine Learning, vengono costantemente monitorate siccome il mondo digitale evolve costantemente e sono utili anche in un ambiente ibrido, ovvero in un ecosistema misto di cartaceo e digitale/paperless (i documenti virtuali si possono firmare con la firma elettronica). Anche le eUCP si occupano di stipulare le definizioni esatte di alcuni termini. Si fa sotto un riassuntino di alcuni punti fondamentali delle eUCP versione 2.0.
Una pratica di credito documentario digitale/paperless che adotta le eUCP (che a prescindere incorporano le UCP) non solo deve specificarlo, ma deve anche indicare la versione adottata se se ne sceglie una in particolare (e.g. la versione 2.0). Se non contiene questa indicazione, si riferisce all'ultima versione delle eUCP esistente. Una eUCP si espone al rischio di corruzione dei dati (data corruption), tale per cui diventano illeggibili in toto o in parte o si perdono. Il sistema con cui si inviano messaggi e dati e si processano i dati viene detto "Data processing system", di cui una banca è dotata; tutti i dati creati, inviati, raccolti e sistemati in database (stored data) vengono detti "electronic record", concetto contrapposto ai "paper documents", ovvero i documenti cartacei. I documenti elettronici si possono presentare in qualunque formato tranne se esplicitamente richiamato nel testo (e.g. se si accettano PDF perché sono difficili da falsificare) e si possono presentare anche uno alla volta. Le eUCP si usano se i documenti sono interamente virtuali o sono sia virtuali che cartacei, mentre le UCP si usano se sono solo cartacei. Se il data processing system di una banca è impossibilitato dal ricevere i documenti, la data di scadenza del credito viene spostata in avanti per un tempo pari a quello per cui è impossibilitata dal ricevere documenti. Se un documento contiene un collegamento ipertestuale a un sito esterno coerente con il contenuto, il contenuto del sito è parte integrante della documentazione; se il sito è inaccessibile, ciò viene considerato come una discrepanza in un documento che va risolta, per esempio, inviando di nuovo il documento. I documenti ricevuti vengono rifiutati in sede d'esame se non sono conformi/complying e se un collegamento ipertestuale al loro interno non porta a contenuti. Se sono ricevuti ma sono non esaminabili in un formato particolare o nel formato presentato non possono essere rifiutati.
Laddove sono richieste più copie e/o più originali di un documento e il venditore possiede una copia elettronica del documento in questione, essa è sufficiente. Quando la presentazione dei documenti è completa, il presenter stesso deve inviare una notice of completeness, che è un documento elettronico o cartaceo; il giorno bancario successivo inizia l'esame dei documenti. Una presentazione, quando viene rifiutata, viene notificata con un notice of refusal in cui si spiegano le mancate conformità reperite (inclusi i collegamenti pertestuali non funzionanti e simili, oltre a tutti i possibili casi di non conformità in base al contratto, alle UCP e alla ISBP). Se la banca che ha inviato la notifica non riceve risposte entro 30 giorni di calendario, restituisce ogni eventuale documento cartaceo che le è stato inviato. Se il file inviato a una banca presenta una corruzione parziale o totale dei dati, viene chiesta la ripresentazione e viene notificata anche la momentanea sospensione dell'esame. Se si ripresenta il giorno prima della data di scadenza o in ritardo, non è preso in considerazione e il credito non viene erogato.
Come nelle UCP, la banca ha il solo compito di controllare la conformità in base ai termini contrattuali, alla prassi UCP e eUCP e alle norme della ISBP. Non ha il compito di assicurare la veridicità di quanto affermato o la veridicità del documento stesso o l'accertamento della fonte di informazione (source of the information). Inoltre, accerta l'identità del mittente tramite i dati compilati ma non in modo diretto. Una banca non ha responsabilità per la mancata disponibilità/availability di documenti che spettano al presenter. Sempre come nelle UCP, la banca non assume responsabilità in caso di inadempienza dovute a causa di forza maggiore (force majeure) e calamità naturali impreviste (Acts of God); in più, specificamente alle eUCP, cita esplicitamente i cyberattacchi e il collasso al di fuori del proprio controllo delle reti di comunicazione, software e della strumentazione (cyberattacks; failure of equipment, software or communications networks beyond its control)

### Documentary Credit Resolution Expertise Rules (DOCDEX, 2015)
Queste regole della ICC normano la prassi delle dispute che sorgono tra le parti nel contesto di un credito documentario nel momento in cui si affida la disputa alla ICC, che offre anche servizi di mediazione e arbitrato (alternative dispute resolution ADR) in contesto di inadempienza contrattuale nelle transazioni commerciali. Sia le dispute nei crediti documentari che l'arbitrato e mediazione ICC si basano su una prassi standard, il loro funzionamento può essere appreso sia da professionisti del campo legale che da generici consulenti, sono pattuibili in una sezione apposita del contratto di compravendita e hanno un costo per i richiedenti/applicant (ovvero una tassa/fee). Le risoluzioni/decisioni finali di questo tipo di dispute, che mirano a essere indipendenti e imparziali, sono discusse da esperti nominati e prese dall'ICC International Centre for ADR e sono descritte attraverso un preambolo, 12 articoli e un'appendice che parla dei costi e tasse. Nel caso delle ADR, il costo della tassa/fee può essere suddiviso tra le parti previa menzione esplicita nel contratto. La decisione finale di default non è vincolante a meno che le due parti coinvolte decidono di renderla contrattualmente vincolante.
La disputa riguarda un credito documentario, la lettera di credito standby SBLC e il rimborso da una banca all'altra (bank-to-bank reimbursement), una garanzia a prima richiesta (demand guarantee), una Bank Payment Obligation (BPO, regolate dalle URBPO) e simili. Se la disputa sorge su un altro strumento di pagamento, può essere presa in considerazione se le parti coinvolte (reclamante e accusato) sono d'accordo e lo mettono per iscritto in due form appositi. Se la disputa è fuori dalle Rules in toto o in parte, può essere rigettata in toto o in parte; la decisione viene notificata.
La disputa va presentata (submission of the claim) tramite compilazione di un form e invio elettronico al Centre for ADR dal reclamante, il Claimant, ed è diretta all'accusato, il Respondent. I reclamanti e accusati possono essere anche più parti (in tal caso, ognuna di esse compila un form e paga la tassa). Le regole DOCDEX non prevedono l'ascolto di testimonianze e deposizioni.
Dopo l'invio della richiesta da parte dei richiedenti, l'accusato entro 30 giorni (salvo casi eccezionali) deve inviare in formato elettronico la risposta al reclamo/rivendicazione (answer to the claim) insieme ad eventuali documenti di supporto. Se ci sono più accusati, la risposta può anche essere unica per tutti. Il procedimento non si arresta pure se l'accusato non invia una risposta, il che potrebbe portarlo a esporsi. Il Centro per le ADR può richiedere documenti necessari al reclamante e all'accusato, da fornire con un form apposito entro 14 giorni. Gli invii non richiesti non vengono considerati. I documenti inviati da terze parti oltre al reclamante e accusato non vengono considerati. Pertanto, di base una disputa tra due o più parti si basa sul claim, answer e supplement che, una volta inviati, non sono emendabili; tutti i form sono compilabili in inglese e i documenti non in inglese di solito vanno accompagnati dalla traduzione in inglese.
Dopodiché, tre esperti indipendenti dalle parti coinvolte e un loro presidente vengono nominati da una lista insieme a un eventuale consulente tecnico (technical adviser). Entro 30 giorni, a seguito delle delibere, viene redatta in inglese la decisione finale trovata per maggioranza o unanimità su un form (in casi eccezionali, il presidente può richiedere più tempo) e consegnata dal presidente al Centro per le ADR, che la invia ai reclamanti e accusati di solito tramite email, in modo che resti una traccia. La decisione può essere pubblicata mantenendo l'anonimato delle parti coinvolte, inclusi gli esperti, e senza rivelare le informazioni consegnate.
Quanto ai costi del procedimento DOCDEX, se la cifra del credito è inferiore a un milione di dollari, la tassa (standard fee) è pari a 5000$; se è superiore a un milione di dollari, è pari a 10.000$. Il costo comunque può essere inferiore alle spese legali di un processo, pure quando si vince la causa. Lo stesso centro si occupa di ADR, che servono a risolvere le dispute senza intasare i tribunali e senza affidarsi a processi costosi in termini di tempo e denaro e che possono essere molto rischiosi. La tassa da pagare viene restituita se il reclamo viene rifiutato in toto o in parte e il centro, se necessario, può richiedere il pagamento di costi extra entro un tempo limite (gli eventuali costi extra non devono superare il 50% della standard fee), pena la sospensione dei lavori.